# 1991 Darwin
Az 1991 Darwin (ideiglenes jelöléssel 1967 JL) a Naprendszer kisbolygóövében található aszteroida. Carlos Ulrrico Cesco és Arnold Richard Klemola fedezte fel 1967. május 6-án.